# Игнатий (Семёнов)
Архиепископ Игна́тий (в миру Матве́й Афана́сьевич Семёнов; 5 августа 1791, село Покшеньга, Пинежский уезд, Архангельская губерния — 20 января 1850, Санкт-Петербург) — епископ Русской православной церкви, русский богослов, проповедник.

## Биография
Родился в семье пономаря.
В 1799 году отдан на обучение в Архангельское духовное училище.
С 1809 по 1811 года проходил обучение в Архангельской духовной семинарии по классу богословия. Также одновременно занимал должность учителя французского языка.
С 25 января (6 февраля) 1812 года преподавал в Архангельском уездном училище греческий язык, всеобщую и священную историю, географию, катехизис; назначен архиерейским иподиаконом.
26 сентября (8 октября) 1813 года назначен на должность инспектора духовных училищ Архангельска.
С 14 (26) июля 1816 года — профессор греческого и французского языков Архангельской духовной семинарии; 24 сентября (6 октября) 1817 года назначен её экономом.
25 июля (6 августа) 1820 года пострижен в монашество в честь Игнатия Богоносца, 1 августа рукоположён во иеродиакона и 15 августа — во иеромонаха.
С 3 (15) февраля 1821 года — игумен, настоятель Николо-Корельского монастыря.
1 (13) марта 1821 года назначен бакалавром Санкт-Петербургской духовной академии, прибыл в Санкт-Петербург 11 апреля. 12 (24) июля 1821 года выдержал экзамен на звание магистра богословия. 29 сентября (11 октября) 1821 года назначен библиотекарем Санкт-Петербургской духовной академии, где самостоятельно занимался изучением немецкого и еврейского языка.
8 (20) ноября 1822 года возведён в сан архимандрита.
В 1823—1827 годах — ректор Новгородской духовной семинарии и профессор богословия.
С 10 (22) августа 1823 года настоятель Новгородского Антониева монастыря.
26 февраля (9 марта) 1828 года хиротонисан во епископа Старорусского, викария Новгородской епархии.
С учреждением в пределах Олонецкой губернии самостоятельной епархии избран «по отличию» и 22 мая (3 июня) 1828 года высочайше утверждён епископом Олонецким и Петрозаводским.
При его участии, в сентябре 1829 года, была основана Олонецкая духовная семинария с преподаванием на карельском языке, за что он был награжден.
21 апреля (3 мая) 1835 года пожалован саном архиепископа.
С 14 (26) ноября 1842 года — архиепископ Донской и Новочеркасский.
С 13 (25) января 1847 года — архиепископ Воронежский и Задонский.
19 апреля (1 мая) 1848 года вызван в Санкт-Петербург для присутствия в Святейшем Синоде.
Похоронен в Феодоровской церкви Александро-Невской лавры.

## Проповедническая деятельность
Известен проповеднической деятельностью (за время 1845—1849 годов издал одиннадцать томов проповедей под разными названиями), а особенно полемикой против старообрядчества и чрезвычайно успешной практической деятельностью против него же в Олонецкой губернии. Придавал большое значение начальному образованию, разработал принципы организации приходских церковных школ во вверенных епархиях.
Его «Беседы о мнимом старообрядчестве (вообще и особенно в беспоповщине)» 1844 год и 1847 год, а особенно «Истина Соловецкой обители» (1847 год), «История расколов» (ч. I, 1849 год) в некоторых отношениях не утратили интереса до настоящего времени. Также известны его «Примечания к Толкованию Святого Писания» (1848 год), «О таинствах единой святой соборной и апостольской Церкви» (1849 год) и «Чтения о святом апостоле Петре» (1849 год); «О путешествиях Петра Великого в Олонецкий край» (по местным преданиям и архивным документам, СПб., 1849 год).
Был автором первого исторического исследования о Климецком монастыре «Краткое сказание о монастыре преподобнаго отца Ионы Климецкаго» (1840).

## Награды
- Медаль "По случаю встречи и сопровождения тела Александра I" (27 июля (8 августа) 1826 года)[3].
- Орден Святой Анны II степени (4 (16) сентября 1826 года)[3].
- Орден Святой Анны I степени (11 (23) января 1831 года) — за основание Олонецкой духовной семинарии[5][12].
- Орден Святой Анны I степени (17 (29) апреля 1837 года) — за просвещение карелов[6].
- Орден Святого Владимира II степени (14 (26) апреля 1846 года)[13].

## Сочинения
- Воспоминание о высочайших происшествиях великого государя Петра Первого, коими осчастливлен край, составляющий ныне Олонецкую губернию. Петрозаводск, 1841.
- Беседы о мнимом старообрядчестве (вообще и особенно в беспоповщине). СПб., 1844
- Речи христолюбивому воинству Донскому. СПб., 1845
- Слова относительно обязанностей христиан друг ко другу. СПб., 1846
- Краткое сказание о Климецком монастыре. СПб., 1846
- Беседы о мнимом старообрядчестве. 2-е изд., СПб., 1846
- О покаянии. Беседы пред великим постом и в пост, по воскресным дням. СПб., 1847
- Слова о вере и благочестии по жизни общественной. СПб., 1847
- Поучения при святых мощах святителя и чудотворца Митрофана Воронежского. СПб., 1848
- О таинствах единой святой соборной и апостольской Церкви. СПб., 1849
- Игнатий, архиепископ Воронежский и Задонский. История о расколах в Церкви Российской. Санкт Петербург 1849 год
- Игнатий, архиепископ Олонецкий и Петрозаводский (впоследствии Воронежский и Задонский), и его сочинения о перстосложении для крестного знамения. Москва, 1896.
- Истина святой Соловецкой обители против неправды челобитной, называемой Соловецкой, о вере. — 1847